# Nomada mutabilis
Nomada mutabilis ist eine Biene aus der Familie der Apidae.

## Merkmale
Die Bienen haben eine Körperlänge von 9 bis 11 Millimeter (Weibchen) bzw. 8 bis 11 Millimeter (Männchen). Der Kopf und Thorax der Weibchen ist rot und schwarz. Die Tergite sind rot, bei manchen Individuen hat das zweite Tergit gelbe Flecken. Das Labrum ist mehr oder weniger schwarz und hat hinter dem Vorderrand einen Quergrat mit Zähnchen. Das dritte Fühlerglied ist geringfügig länger als das vierte. Das Schildchen (Scutellum) ist hauptsächlich rot, hat schwache Höcker und ist dicht und fein punktförmig strukturiert. Die Tergite sind ebenso fein dicht punktförmig strukturiert, ihre Hinterränder sind fein chagriniert und nicht punktiert. Die Schienen (Tibien) der Hinterbeine sind am Ende stumpf, haben zwei oder drei dicke, kleine Dornen. Die Männchen sind den Weibchen ähnlich, ihre Tergite sind aber gelb gefleckt. Das Schildchen ist schwarz. Die Vordertarsenglieder 1 und 2 sind unten charakteristisch lang behaart. Die Schenkel (Femora) der Hinterbeine sind unten basal mit einer langen Haarfranse versehen. Die Schienen der Hinterbeine sind am Ende leicht spitz zulaufend und haben in der Regel zwei kleine Dornen.

## Vorkommen und Lebensweise
Die Art ist in Süd- und Mitteleuropa verbreitet. Die Tiere fliegen von Mitte Mai bis Ende Juli. Sie parasitieren Andrena chrysopyga, Andrena labialis und vielleicht Andrena polita.

## Belege
Felix Amiet, M. Herrmann, A. Müller, R. Neumeyer: Fauna Helvetica 20: Apidae 5. Centre Suisse de Cartographie de la Faune, 2007, ISBN 978-2-88414-032-4.